# ماریا چمشکیان (هنرپیشه)
ماریا (ماریکا) آرتمی چمشکیان-یرمولینسکایا (ارمنی: Մարիա (Մարիկա) Արտեմի Չմշկյան-Երմոլինսկայա؛  ۱۹۰۴ – ۲۹ ژانویهٔ ۱۹۹۰) یک بازیگر اهل ارمنستان بود. وی بین سال‌های - تا - میلادی فعالیت می‌کرد.

## زندگی‌نامه
وی در ۱۹۰۴ میلادی در مسکو به دنیا آمد . پدربزرگ و مادربزرگ‌اش گئورگ چمشکیان و ساتنیک چمشکیان بودند.   وی در ۲۹ ژانویه ۱۹۹۰ در سن ۸۶ سالگی در تفلیس درگذشت.

## یادداشت
1. ↑  Սերգեյ Երմոլինսկի